# Campeonato da NACAC de Atletismo
O Campeonato da América do Norte, Central e Caribe de Atletismo ou simplesmente Campeonato da NACAC de Atletismo é um evento continental de atletismo organizo pela Associação de Atletismo da América do Norte, Central e Caribe.  Foi a última das seis associações da IAAF a realizar uma competição continental sênior de atletismo, com edição inaugural em 2007 na cidade de San Salvador, em El Salvador. Trezentos atletas competiram no Campeonato de 2007 e um total de 26 nações foram representadas. 

## Edições
|   | Ano  | Sede         | País        | Data            | Estádio                         |
| - | ---- | ------------ | ----------- | --------------- | ------------------------------- |
| 1 | 2007 | San Salvador | El Salvador | 13–15 de julho  | Estádio Jorge "Mágico" González |
| 2 | 2015 | San José     | Costa Rica  | 7-9 de agosto   | Estádio Nacional de Costa Rica  |
| 3 | 2018 | Toronto      | Canadá      | 10-12 de agosto | Varsity Stadium/Toronto Islands |

## Competições
- Campeonato da NACAC de Atletismo Sub-23
- Campeonato da NACAC de Atletismo Sub-20
- Campeonato da NACAC de Atletismo Sub-18
- Campeonato da NACAC de Marcha Atlética
- Campeonato da NACAC de Corta-Mato
- Campeonato da NACAC de Corrida de Montanha